# TK Maxx

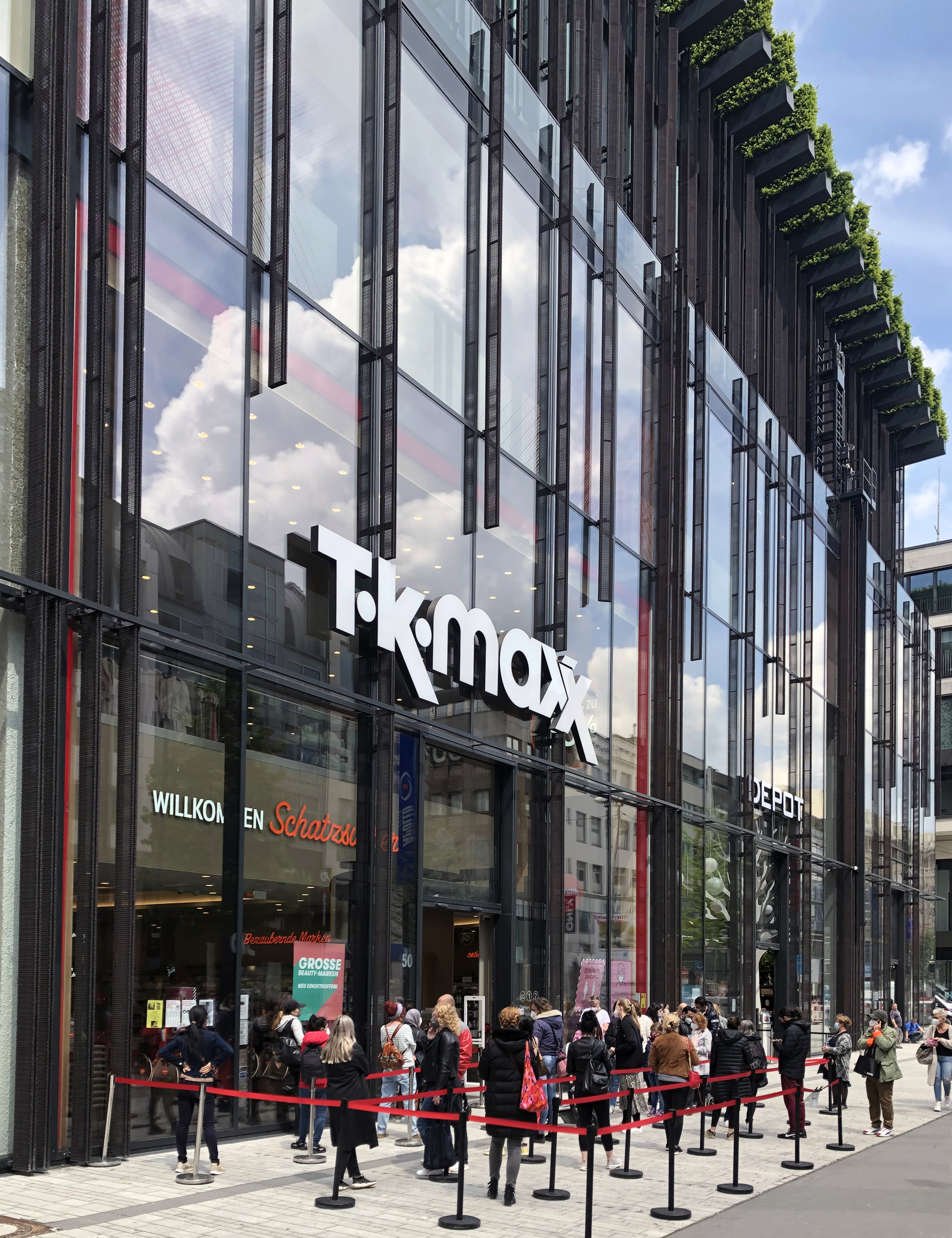
TK Maxx in Düsseldorf (2021)

TK Maxx ist der europäische Ableger der US-amerikanischen Kaufhaus-Kette TJ Maxx. Er gehört zum Konzern TJX Companies. Filialen werden in Großbritannien, Irland, Deutschland, Polen, Österreich und den Niederlanden betrieben.

## Produktpalette
Der Schwerpunkt dieser Off-Price-Stores („Unterbietergeschäfte“) liegt auf Bekleidung, ergänzt durch Schuhe, Kosmetik und Accessoires sowie Spielzeug und Haushaltsutensilien.

## Geschichte
1976 wurde TJ Maxx in Framingham im US-Bundesstaat Massachusetts gegründet. Die erste europäische Filiale öffnete 1994 im englischen Bristol. Das Unternehmen änderte den Namen in Europa zu TK Maxx, um Verwechslungen mit der etablierten britischen Einzelhandelskette TJ Hughes zu vermeiden.
Im Oktober 2007 wurde in Lübeck die erste Filiale in Deutschland eröffnet, 2009 in Polen. Im März 2015 wurde in Graz die erste österreichische Filiale eröffnet. Im März 2016 eröffnete Europas größte Filiale in der Münchener Innenstadt. 2025 gab es 630 Filialen in Europa, davon 182 an deutschen Standorten. Zum amerikanischen Mutterkonzern TJX Companies gehören mehr als 5000 Filialen in neun Ländern.